# Jorge Amado
Jorge Amado, all'anagrafe Jorge Leal Amado de Faria (AFI: [ˈʒɔʁʒi lɛˈaw ɐˈmadu dʒi fɐˈɾi.ɐ]; Itabuna, 10 agosto 1912 – Salvador de Bahia, 6 agosto 2001), è stato uno scrittore brasiliano, uno degli autori più celebri della letteratura brasiliana.

## Biografia

### L'infanzia

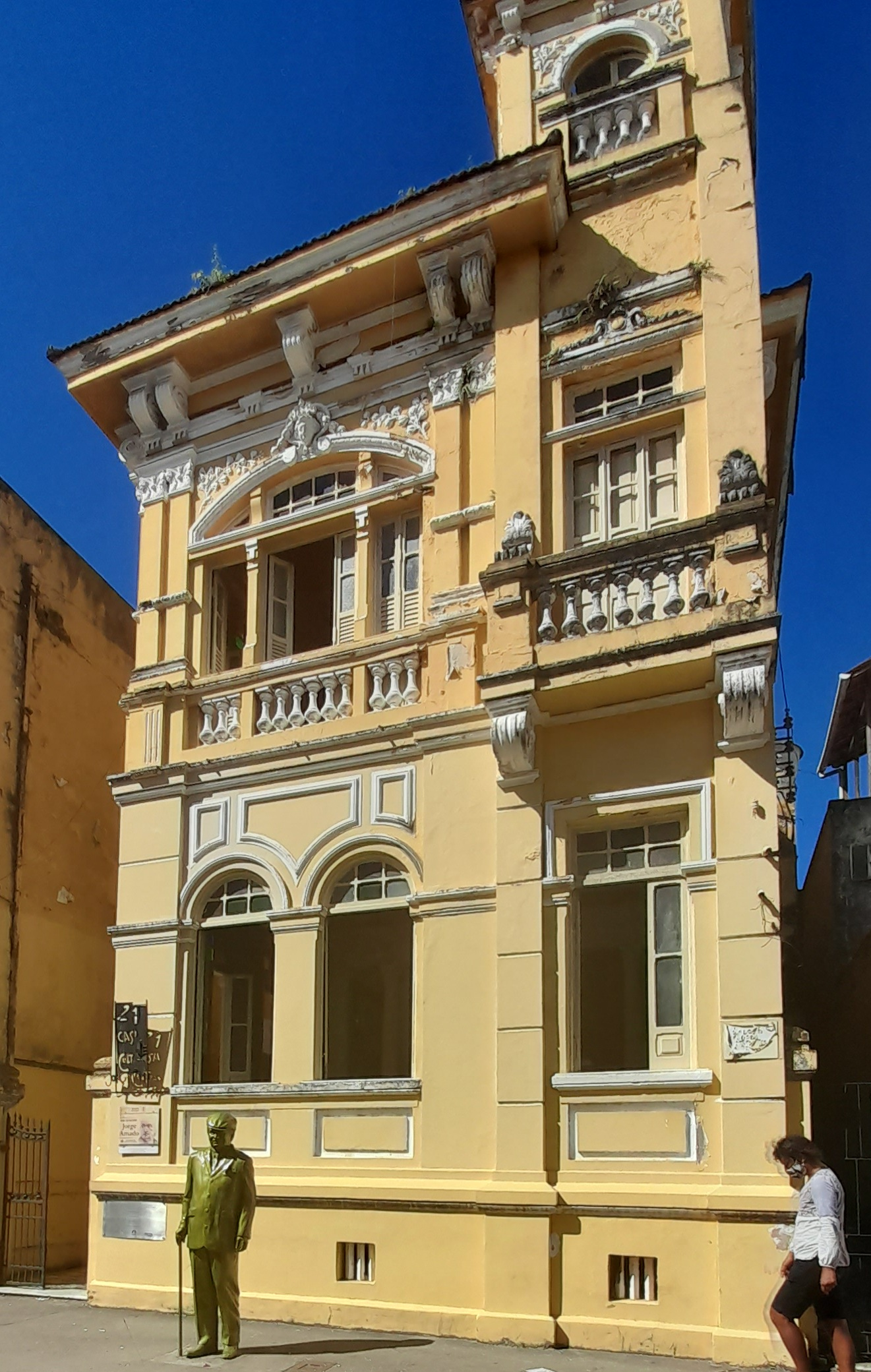
La casa di Ilhéus dove Jorge Amado trascorse l'infanzia e l'adolescenza. Il palazzo fu costruito in stile neoclassico sul finire degli anni Venti dal padre, João Amado Faria e ospita dal 1997 la Casa de Cultura Jorge Amado.

Jorge Amado nacque nella fazenda Auricídia di proprietà della famiglia a Conceição de Ferradas (dal 1938 Ferradas), distretto di Itabuna, città situata nella regione meridionale dello Stato brasiliano di Bahia, il 10 agosto del 1912. Era figlio primogenito del "colonnello" João Amado de Faria (1880-1962) e di Eulália Leal (1884-1972). La coppia ebbe altri tre figli: Jofre (1915), che morì all'età di tre anni, Joelson (1920) e James (1922). A poco più di un anno d'età, la sua famiglia, a causa della piena del fiume Cachoeira che ne aveva distrutto le piantagioni di proprietà sulla costa, alla quale era seguita pure un'epidemia di vaiolo, si trasferì a Ilhéus, dove il piccolo Jorge passò tutta la propria infanzia. Nel 1917 si trasferì con la famiglia a Itajuípe, dove il padre si rimise a lavorare nelle piantagioni di cacao della fazenda Tararanga. Le durissime condizioni di vita dei lavoratori impiegati nelle piantagioni, il clima di violenza e i rapidi arricchimenti associati alla coltivazione del cacao sarebbero divenuti i temi centrali di diverse sue opere, come Terre del finimondo (1943).

### Gli studi

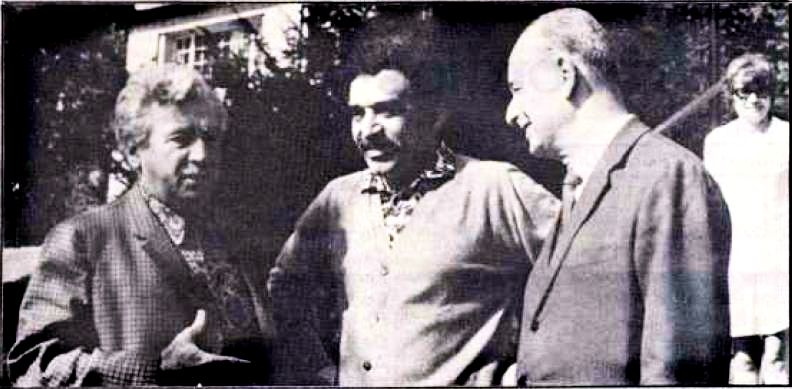
Amado (a sinistra) con Gabriel García Márquez (al centro) e Adonias Filho (a destra)

Nel 1918, ritornata la famiglia a Ilhéus, iniziò a frequentare la scuola, dopo aver imparato a leggere e a scrivere con la madre, presso la scuola della maestra Guilhermina che utilizzava pesanti metodi corporali e che Jorge lasciò nel 1922 per frequentare, da interno, il collegio dei gesuiti "Antônio Vieira" a Salvador de Bahia, capitale dello Stato. Qui iniziò la sua formazione letteraria sotto la guida di padre Luís Gonzaga Cabral (1866-1939) che lo spronò alla lettura dei classici portoghesi e alla lettura dei romanzi di Swift, Dickens e Walter Scott. Fondò, solamente per i famigliari e gli amici, un giornalino scolastico dal nome A Luneta. Nel 1926 lasciò il collegio e si iscrisse al "Ginásio Ipiranga" di Salvador che aveva come direttore il pedagogo Isaías Alves de Almeida (1888-1968) e iniziò a scrivere sulla rivista scolastica A Pátria che lasciò presto per fondare, con i fratelli Imbassaí, una rivista di opposizione intitolata A Folha. Conobbe in questo periodo il brasiliano Adonias Filho che sarebbe diventato in seguito un noto scrittore.

### La collaborazione alle riviste
Nel 1927, continuando a frequentare il Ginásio Ipiranga come esterno, iniziò la sua collaborazione alla rivista Diário da Bahia sulla pagina di cronaca nera e poi al quotidiano O Imparcial. Nel frattempo venne pubblicata, sulla rivista bahiana A Luva, la sua prima poesia intitolata Poema ou Prosa, e in quello stesso anno conobbe il pai-de-santo Procópio che gli attribuirà il suo primo titolo nel candomblé, quello di ogã.

### La partecipazione all'Academia dos Rebeldes
Sotto la guida del poeta e giornalista Pinheiro Viegas era intanto nato il gruppo letterario dell'Academia dos Rebeldes con l'intento di abbandonare la letteratura del passato e incominciare una nuova epoca. Facevano parte del gruppo, del quale Jorge entrò a far parte, Alves Ribeiro, Aydano do Couto Ferraz, Clóvis Amorim, Dias da Costa, Ėdison Carneiro, Emanuel Assemany, Guilherme Dias Gomes, João Cordeiro, Sisígenes Costa e Walter da Silveira i cui scritti sarebbero stati pubblicati sulle due riviste fondate dagli accademici ribelli: Meridiano e O Momento. Nel 1929 scrisse sotto lo pseudonimo di Y. Karl, in collaborazione con gli amici dell'"Accademia dei ribelli" Dias da Costa e Edison Carneiro, il romanzo Lenita che uscirà a puntate sul quotidiano O Jornal e in volume l'anno seguente.

### L'esordio letterario
A Rio, dove si era trasferito nel 1930 per terminare gli studi, conobbe importanti personaggi del mondo letterario dell'epoca tra i quali Vinícius de Moraes e Otávio de Faria. Proprio Faria rimase favorevolmente colpito dalla lettura dell'originale di O País do Carnaval (Il paese del Carnevale) e fece pervenire il libro nelle mani di Augusto Frederico Schmidt, una delle personalità più rilevanti del mondo letterario dell'epoca. Nel 1931, mentre frequentava la Facoltà Nazionale di Giurisprudenza, il libro venne dato alle stampe dalla casa editrice Schmidt, ottenendo subito il successo della critica e del pubblico: stampato in una tiratura limitata di sole mille copie, guadagnò rapidamente una seconda edizione. Nel 1932 andò a vivere a Ipanema dove conobbe diversi personaggi che lo avrebbero introdotto nei circoli comunisti. In questo periodo collaborò alla rivista letteraria Boletim de Ariel e uscì la seconda edizione di O País de Carnaval. Nello stesso anno compì un viaggio a Pirangi e, sconvolto dalla vita che facevano i lavoratori, iniziò a scrivere Cacau (Cacao).

### Il primo matrimonio e il secondo romanzo

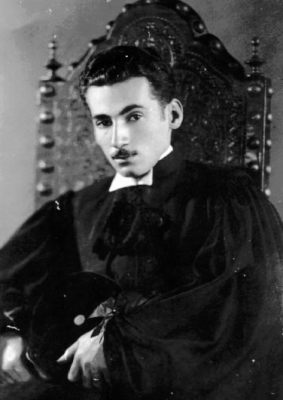
Jorge Amado nel 1935

Il suo secondo romanzo, Cacau, venne pubblicato nel 1933 con belle illustrazioni di Tomás Santa Rosa Júnior con una tiratura di 2000 esemplari che si esaurirono in un solo mese. L'amico José Américo de Almeida gli procurò in quel periodo il manoscritto di un autore allora sconosciuto, Graciliano Ramos, che colpì profondamente Amado, tanto che volle recarsi a Maceió per incontrare personalmente l'autore di Caetés con il quale instaurò un'amicizia profonda. Sempre in questo periodo fece diverse conoscenze con letterati dell'epoca, come José Lins do Rego, Aurélio Buarque de Holanda e Jorge de Lima. Divenne redattore capo di un'importante rivista, Rio Magazine, e si sposò con Matilde Garcia Rosa con la quale scrisse un libro per bambini intitolato  Descoberta do mundo.

### Il secondo matrimonio e l'impegno in politica

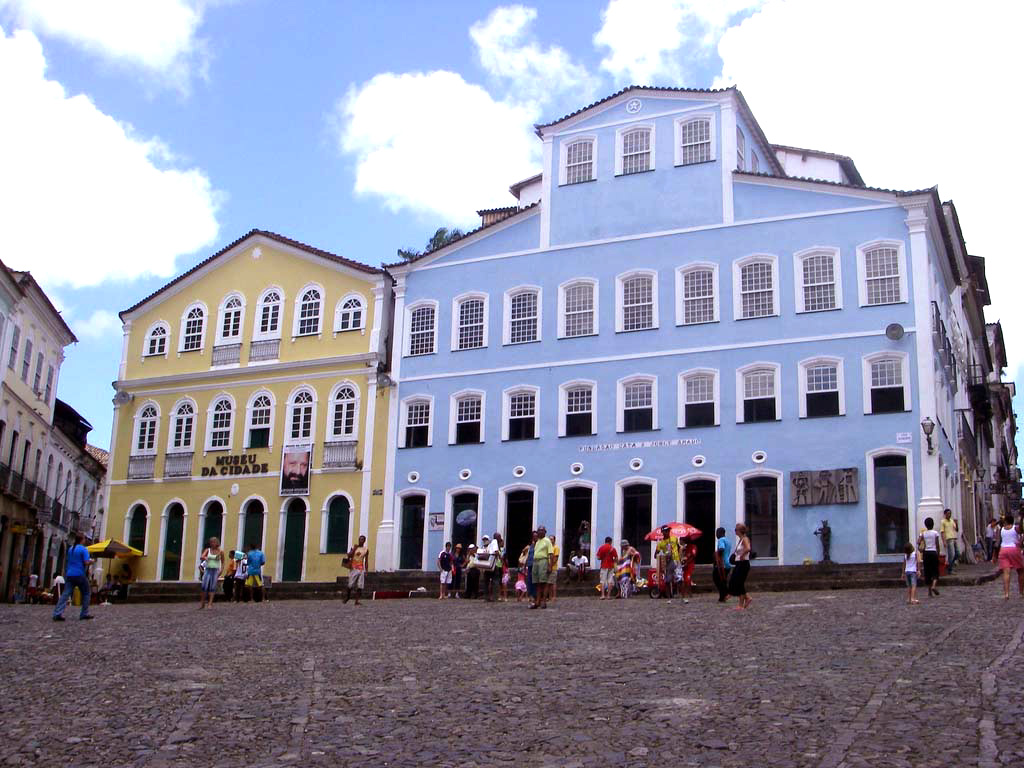
La sede della Fundação Casa de Jorge Amado (con la facciata in azzurro) in Largo do Pelourinho.

Frequentò la Facoltà Nazionale di Diritto (in portoghese "Faculdade Nacional de Direito") a Rio de Janeiro nell'anno 1935. Militante comunista, fu costretto all'esilio in Argentina e Uruguay dal 1941 al 1942, periodo durante il quale ebbe modo viaggiare attraverso l'America Latina. Al ritorno in Brasile, nel 1944, si separò da Matilde Garcia Rosa. Nel periodo immediatamente successivo Amado condusse una vita irregolare, caratterizzata da brevi relazioni con una grande quantità di donne. Questa fase ebbe termine quando Amado conobbe quella che sarebbe divenuta la sua seconda moglie, la scrittrice Zélia Gattai. I due si incontrarono in occasione del primo congresso degli scrittori brasiliani, svoltosi a San Paolo nel 1945.
Nel 1945 fu inoltre eletto membro dell'Assemblea Costituente, in qualità di rappresentante del Partido Comunista Brasileiro (PCB), risultando il deputato più votato dello Stato di San Paolo. Come deputato, fu il firmatario di una legge che garantiva la libertà di culto religioso. Nello stesso anno si sposò con Zélia Gattai. Nel 1947, anno in cui nacque João Jorge, il primo figlio avuto da Zélia, il suo partito, il PCB, fu dichiarato illegale e i suoi membri furono perseguitati e arrestati. Jorge fu costretto nuovamente all'esilio, questa volta in Francia, dove rimase fino al 1950, quando venne espulso. La sua prima figlia, Eulália, morì quattordicenne nel 1949. Dal 1950 al 1952, Jorge abitò in Cecoslovacchia, dove nacque sua figlia Paloma.
Al ritorno in Brasile, nel 1955, Jorge si allontanò dalla militanza politica senza però abbandonare il Partito Comunista. Amado affermò che la sua rinuncia alla militanza politica non fu dettata dalla denuncia dei crimini stalinisti e dalla conseguente disillusione circa l'effettiva capacità del comunismo come mezzo di cambiamento della società: piuttosto nacque dalla consapevolezza di poter risultare più utile al popolo brasiliano come scrittore che come politico. La fine della sua militanza politica attiva, che lo aveva visto impegnato nel mondo come rappresentante di punta del PCB, coincise anche con l'avvio di una nuova fase della sua carriera letteraria. Abbandonate infatti le tematiche di denuncia sociale ed esaltazione della lotta di classe che avevano caratterizzato i suoi "romanzi proletari", Amado modificò in maniera sostanziale il proprio stile di scrittura.  Questo mutamento è particolarmente evidente confrontando l'ultimo romanzo della fase militante di Amado, I sotterranei della libertà (ritenuto dalla critica probabilmente il punto più basso della sua produzione letteraria, accanto a Il mondo della pace) e la prima opera del nuovo Amado, ovvero Gabriela, Cravo e Canela (Gabriella, garofano e cannella).
Si andava quindi progressivamente affievolendo l'immagine di scrittore comunista, a favore di quella di scrittore pienamente nazionale. Fu accolto all'unanimità il 6 aprile 1961, nell'Accademia brasiliana delle lettere. Ricevette il titolo di Dottore Honoris Causa da diverse università. Tra i titoli ricevuti, quello di "Obá de Xangô" della religione Candomblé. Le sue opere letterarie sono state oggetto di numerosi adattamenti cinematografici, rappresentazioni di teatro e di televisione, e perfino oggetto d'ispirazione per alcune scuole di samba. Fra i film ispirati ai suoi romanzi ricordiamo Dona Flor e i suoi due mariti (1977), Gabriela (1982) – entrambi diretti da Bruno Barreto – e Tieta do Brasil (1996) di Carlos Diegues, dove lo scrittore appare nella parte di sé stesso, doppiato nella distribuzione per l'Italia da Sandro Tuminelli. Tutti i film sono stati interpretati dall'attrice Sônia Braga. I suoi libri sono stati tradotti in 49 lingue e pubblicati in 55 paesi.
Nel 1987 è stata inaugurata a Salvador de Bahia la "Fondazione Casa di Jorge Amado", il cui compito è quello di conservare e proteggere il suo patrimonio. La fondazione si impegna anche per lo sviluppo delle attività culturali nello Stato di Bahia. Jorge Amado era ateo. Nonostante il suo materialismo, fu sempre tuttavia un aperto sostenitore delle manifestazioni della fede popolare del popolo bahiano, espresse per mezzo dei riti candomblé. Non va dimenticato peraltro che Amado aveva il titolo onorifico di Obá Otun Arolu presso uno dei terreiros di candomblé più tradizionali di Salvador, lo Ilê Axé Opô Afonjá.

### Decesso

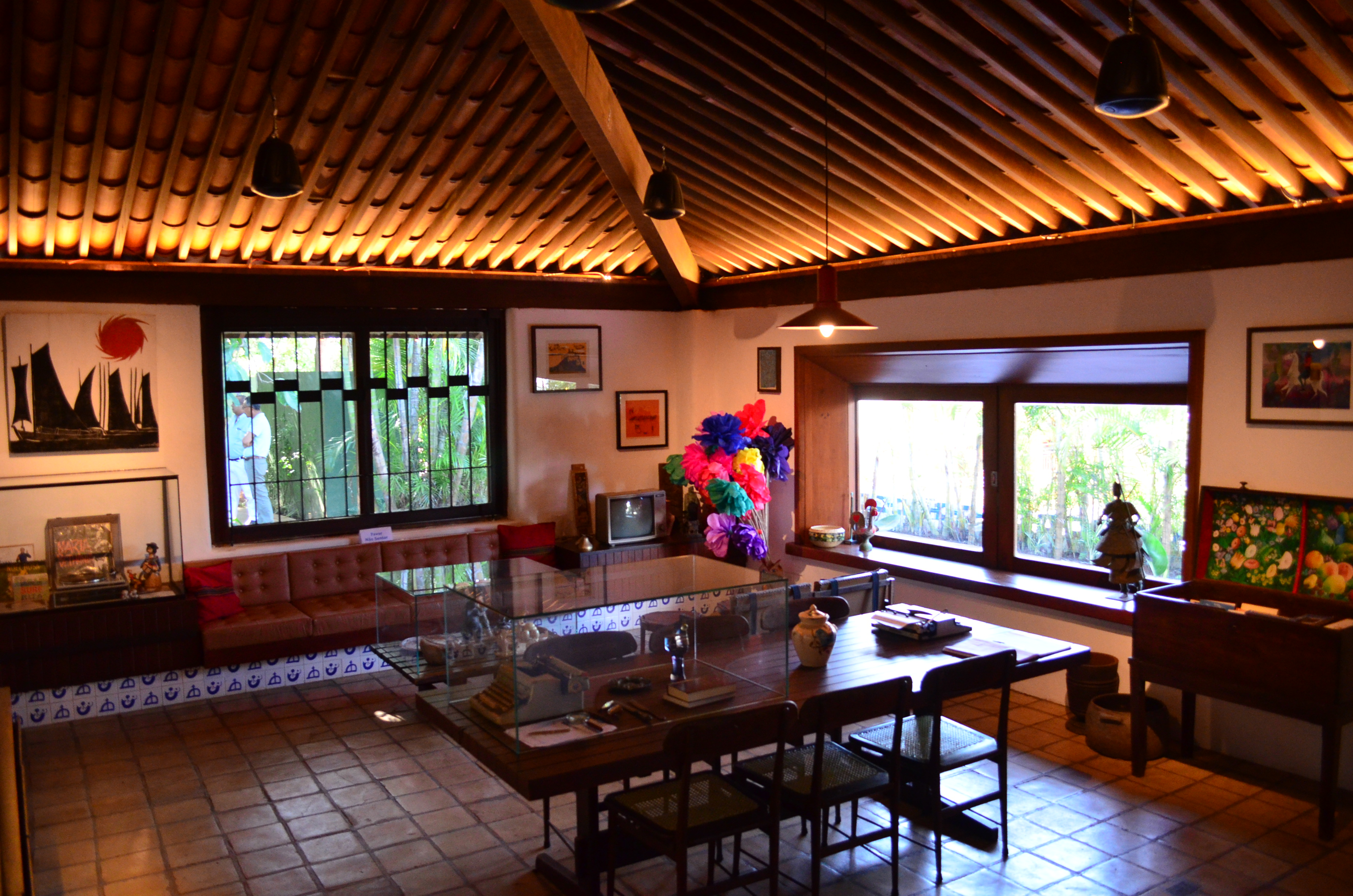
Interno dell'abitazione di Jorge Amado e Zélia Gattai in R. Alagoinhas, 33, nel quartiere di Rio Vermelho a Salvador, attualmente sede di una casa museo.

È morto a Salvador il 6 agosto 2001, quattro giorni prima del suo 89º compleanno. Dopo la sua cremazione, le ceneri sono state seppellite nel giardino della sua casa, il 10 agosto, giorno nel quale avrebbe compiuto ottantanove anni. L'autore ha lasciato due opere incompiute: Boris, o Vermelho, progetto di scrittura che aveva iniziato nel 1983, e A Apostasia Universal de Água Brusca. Nel novembre del 2014 la casa dello scrittore e della seconda moglie Zélia, situata nel quartiere baiano di Rio Vermelho in rua Alagoinhas, 33 è stata adibita a museo. Il museo è dedicato non solo alle figure dei due scrittori, ma anche ai personaggi, alla cultura e alla storia della città di Salvador che tanto influenzarono la loro produzione letteraria.

## Premi e titoli
L'opera letteraria di Jorge Amado ha ricevuto diversi premi sia in Brasile sia all'estero. Tra gli altri:
- Premio Lenin per la pace (Unione Sovietica, 1951)
- Latinidad (Francia, 1971)
- Nonino (Italia, 1982)
- Dimitrov (Bulgaria, 1989)
- Pablo Neruda (Russia, 1989)
- Premio Etruria della Letteratura (Italia, 1989)
- Premio mondiale Cino Del Duca (Francia, 1990)
- Mediterranean (Italia, 1990)
- Premio Brancati-Zafferana 1994 per la diffusione della cultura italiana nel mondo.[13]
- Premio Luís de Camões (Brasile-Portogallo, 1995)
- Ministério da Cultura (Brasile, 1997)

Fu insignito del titolo di Commendatore e Grand'Ufficiale in Argentina, Cile, Spagna, Francia, Portogallo e Venezuela. Gli fu conferito anche il titolo di Dottore Honoris Causa da facoltà universitarie in Brasile, Portogallo, Italia (Bari 1990, Padova 1996), Israele e Francia. Il titolo francese è stato l'ultimo che ha ricevuto personalmente, nel 1998, seppure già ammalato.

## Omaggi
- Gli è stato intitolato un teatro a Salvador de Bahia.

## Opere
le date si riferiscono alla pubblicazione in portoghese

### Romanzi
- Il paese del Carnevale (O País do Carnaval, 1931), trad. Elena Grechi (Garzanti, poi TEA, anche in Romanzi vol. 1, «Meridiani», Mondadori)
- Cacao (Cacau, 1933), trad. Claudio M. Valentinetti (Mondadori), trad. Daniela Ferioli (Einaudi, anche in Romanzi vol. 1, «Meridiani», Mondadori)
- Sudore (Suor, 1934), trad. Claudio M. Valentinetti (Mondadori), trad. Daniela Ferioli (Einaudi)
- Jubiabá (idem, 1935), trad. Dario Puccini ed Elio Califano (Einaudi, anche in Romanzi vol. 1, «Meridiani», Mondadori)
- Mar Morto (idem, 1936), trad. Liliana Bonacini Seppilli (Mondadori) (anche come Mare di morte, Editori Riuniti)
- Capitani della spiaggia (Capitães da areia, 1936), trad. Elena Grechi (Garzanti) (anche tradotto da Dario Puccini come I banditi del porto, Roma: Edizioni di cultura sociale, 1952)
- Terre del finimondo (Terras do sem fim, 1943), trad. Mario Da Silva (Bompiani), trad. Daniela Ferioli (Einaudi)
- I padroni della terra (São Jorge dos Ilhéus, 1944), trad, Daniela Ferioli (Einaudi) (anche tradotto da Luigi Panarese come Frutti d'oro, Bompiani, poi Garzanti)
- Messe di sangue (Seara vermelha, 1946), trad. Elena Grechi (Garzanti) (anche tradotto da Tullio Seppilli come Il cammino della speranza, Roma: Edizioni di cultura sociale, 1954)
- I sotterranei della libertà (3 volumi) (Os subterrâneos da libertade, 1954):
  - I: Tempi difficili: I sotterranei della libertà (Os ásperos tempos 1949), trad. di Daniela Ferioli Einaudi 1998
  - II: Agonia della notte: I sotterranei della libertà (Agonia da noite 1952), trad. Daniela Ferioli Einaudi 2001
  - III: La luce in fondo al tunnel: I sotterranei della libertà (A luz no túnel 1954), trad. Daniela Ferioli Mondadori, poi Einaudi 2002
- Gabriella, garofano e cannella (Gabriela, cravo e canela, 1958), trad. Giovanni Passeri (Editori Riuniti, poi Einaudi, poi Mondadori, anche in Romanzi vol. 1, «Meridiani», Mondadori)
- I guardiani della notte (Os pastores da noite, 1964), trad. Elena Grechi (Garzanti)
- Dona Flor e i suoi due mariti (Dona Flor e seus dois maridos, 1966), trad. Elena Grechi (Garzanti, poi TEA, anche in Romanzi vol. 1, «Meridiani», Mondadori)
- La bottega dei miracoli (Tenda dos milagres, 1969); trad. Elena Grechi (Garzanti, anche in Romanzi vol. 2, «Meridiani», Mondadori)
- Teresa Batista stanca di guerra (Teresa Batista cansada da guerra, 1972), trad. traduzione di Giuliana Segre Giorgi (Einaudi, anche in Romanzi vol. 2, «Meridiani», Mondadori)
- Vita e miracoli di Tieta de Agreste (Tieta do Agreste, 1977), trad. Elena Grechi (Garzanti)
- Alte uniformi e camicie da notte (Farda fardão camisola de dormir, 1979), trad. Elena Grechi (Garzanti, anche in Romanzi vol. 2, «Meridiani», Mondadori)
- Tocaia grande: la faccia oscura (Tocaia grande. A face obscura, 1985), trad. Elena Grechi (Garzanti, poi TEA)
- Santa Barbara dei Fulmini: una storia di stregoneria (O sumiso da Santa: uma história de feitiçaria, 1988), trad. Elena Grechi (CDE)
- I Turchi alla scoperta dell'America (A descoberta da América pelos turcos, 1992), trad. Luciana Stegagno Picchio (Garzanti, anche in Romanzi vol. 2, «Meridiani», Mondadori)
- Il miracolo degli uccelli (O milagre dos passaros, 1997), trad. Daniela Ferioli, Torino, Einaudi, 2003.
- In giro per le Americhe (A ronda das Américas, 2001, a cura di Rául Antelo), trad. Daniela Ferioli, Torino, Einaudi, 2004.

### Racconti
- Lenita, 1930 (in collaborazione con Edison Carniero e Dias da Costa)
- Sentimentalismo, 1931
- O homen da mulher e a mulher do homen, 1931
- Descoberta do mundo, 1933 (in collaborazione con Matilde Garcia Rosa)
- A estrada do mar, 1938
- Brandão entre o mar e o amor (in collaborazione con José Lins do Rego, Graciliano Ramos, Aníbal Machado e Raquel de Queiroz)
- O cavaleiro da esperança, 1942
- Historía do carnaval, 1945
- Bahia (Bahia de Todos os Santos. Guia de ruas e de misteríos, 1945), trad. Elena Grechi (Garzanti) - una Guida "d'autore" alla città di Bahia riveduta e riscritta negli anni seguenti.
- O amor do soldado, 1947 (anche come O amor de Castro Alves)
- Il mondo della pace (O mundo da paz, 1951)
- La doppia morte di Quincas l'acquaiolo (A morte e a morte de Quincas Berro Dágua, 1959), trad. Paolo Collo (Einaudi) (già in Due storie del porto di Bahia, 1961), trad. Elena Grechi (Garzanti), trad. Paolo Collo (in Romanzi vol. 1, «Meridiani», Mondadori)
- I vecchi marinai (Os velhos marinheiros, 1961), trad. Mario Sciara (Nuova accademia) (anche come Le controverse avventure del Comandante Vasco Moscoso Aragão, Capitano di lungo corso) (poi in Due storie del porto di Bahia, 1961), trad. Elena Grechi (Garzanti)
- Il mistero delle tre M (O misterío de MMM, 1962) (in collaborazione con Viriato Corrêa, Dinah Silveira de Queiroz, Lúcio Cardoso, Herberto Sales, Rachel de Queiroz, José Condé, Guimarães Rosa, Antônio Callado e Orígenes Lessa), trad. Giancarlo Simoncelli (Theoria)
- As mortes e triunfos de Rosalinda, in Os dez mandamentos, 1965
- Do recente milagre dos pássaros acontecido em terras de Alagoas, nas ribanceiras do rio São Francisco, 1979
- Il ragazzo di Bahia (O menino grapiúna, 1982), trad. Giulia Lanciani (Garzanti)
- O episódio de Siroca, 1982
- O Compadre de Ogum, 1995
- O capeta Carybé, 1986
- De como o mulato Porciúncula descarregou seu defunto, 1989

### Libri per l'infanzia
- Gatto Tigrato e Miss Rondinella (O gato Malhado e a andorinha Sinhá, 1976), trad. Francesca Lazzarato (Mondadori) (tradotto anche da Gerardo Bamonte come Il gatto e la rondine, Milano: Ottaviano, 1980)
- La palla innamorata (A bola e o goleiro, 1984), trad. Ombretta Borgia (Mondadori)

### Memorie e collaborazioni a biografie
- ABC de Castro Alves, 1941 (Biografia del poeta Antônio de Castro Alves)
- Navigazione di cabotaggio: appunti per un libro di memorie che non scriverò mai (Navegação de cabotagem. Apuntamentos para um livro de memórias que jamais escreverei, 1992), trad. Irina Bajini (Garzanti)
- La cucina di Bahia ovvero Il libro di cucina di Pedro Archanjo e Le merende di Dona Flor, 1994 (in collaborazione con la figlia Paloma), trad. Daniela Ferioli (Einaudi)
- Zélia Gattai, Un cappello da viaggio (1982), trad. Y. Giannini (Sperling & Kupfer)
- Zélia Gattai, Cronaca di una innamorata (1995), trad. G. L. De Rosa (Cavallo di ferro)
- Zélia Gattai, La casa di Rio Vermelho (A casa do Rio Vermelho, 1999), trad. Irina Bajini (Garzanti)

## Filmografia da opere di Jorge Amado

### Film
- Terra Violenta, regia di Edmond F. Bernoudy e Paulo Machado - dal romanzo Terras do Sem Fim (1948)
- Vendaval Maravilhoso, regia di José Leitão de Barros - dal romanzo ABC de Castro Alves (1949)
- Seara Vermelha, regia di Alberto D'Aversa - dal romanzo omonimo (1964)
- The Sandpit Generals, regia di Hall Bartlett - dal romanzo Capitães da Areia (1971)
- Donna Flor e i suoi due mariti (Dona Flor e Seus Dois Maridos), regia di Bruno Barreto - dal romanzo omonimo (1976)
- Tenda dos Milagres, regia di Nelson Pereira dos Santos - dal romanzo omonimo (1978)
- Bahia (documentario), regia di Marcel Camus - dal saggio omonimo (1979)
- C'è... un fantasma tra noi due (Kiss Me Goodbay), regia di Robert Mulligan (1982), remake statunitense del film Donna Flor e i suoi due mariti (1976)
- Gabriela (Gabriela), regia di Bruno Barreto - dal romanzo omonimo (1983)
- Jubiabá, regia di Nelson Pereira dos Santos - dal romanzo omonimo (1986)
- Tieta do Brasil (Tieta do Agreste), regia di Carlos Diegues - dal romanzo omonimo (1996)
- Gannat al shayateen, regia di Oussama Fawzi - dal romanzo Dona Flor e Seus Dois Maridos (2000)
- Quincas Berro d'Água, regia di Sérgio Machado - dal romanzo A Morte e a Morte de Quincas Berro d'Água (2010)
- Capitães da Areia, regia di Cecília Amado e Guy Gonçalves - dal romanzo omonimo (2011)
- Velhos Marinheiros ou o Capitão de Longo Curso [a.k.a: O Duelo], regia di Marcos Jorge - dal romanzo omonimo (2015)
- Dona Flor e Seus Dois Maridos, regia di Pedro Vasconcelos - dal romanzo omonimo (2017)

### Telefilm, telenovela e miniserie televisive
- Gabriela, Cravo e Canela, regia di Mauricio Sherman (serie TV) - dal romanzo omonimo (1961)
- Gabriela, regia di Walter Avancini e Gonzaga Blota (telenovela) - dal romanzo omonimo (1975)
- Podzemí svobody, regia di Frantisek Filip (TV movie) - ispirato a I sotterranei della libertà (1976)
- A Morte e a Morte de Quincas Berro d'Água, regia di Walter Avancini (TV movie) - dal romanzo omonimo (1978)
- Terre sconfinate, regia di Herval Rossano (telenovela) - dal romanzo omonimo (1981)
- Tenda dos Milagres, regia di Ignácio Coqueiro, Maurício Farias e Paulo Afonso Grisolli (telenovela) - dal romanzo omonimo (1985)
- Tieta, regia di Reynaldo Boury, Paulo Ubiratan e Ricardo Wadington (telenovela) - dal romanzo Tieta do Agreste (1989)
- Capitães da Areia, regia di Walter Lima Jr. (telenovela) - dal romanzo omonimo (1989)
- Tereza Batista, regia di Paulo Afonso Grisolli, Wálter Campos e Fernando de Souza (telenovela) - dal romanzo omonimo (1992)
- Tocaia Grande, regia di Walter Avancini, Régis Cardoso, João Alcântara e Jacques Lagôa (telenovela) - dal romanzo omonimo (1995)
- Dona Flor e Seus Dois Maridos, regia di Carlos Araújo, Rogério Gomes e Mauro Mendonça Filho (telenovela) - dal romanzo omonimo (1998)
- Porto dos Milagres, regia di Roberto Naar, Marcos Paulo, Fabricio Mamberti e Luciano Sabino (telenovela) - dal romanzo Mar Morto (2001)
- Pastores da Noite, regia di Maurício Farias e Sérgio Machado (telenovela) - dal romanzo omonimo (2002)
- Gabriela, regia di Mauro Mendonça Filho (telenovela) - dal romanzo omonimo (2012)
- O Milagre dos Pássaros, regia di Adolfo Rosenthal (TV-movie) - dal romanzo omonimo (2012)
- Doña Flor y sus dos maridos, regia di Benjamín Cann e Rodrigo Zaunbos (telenovela messicana) - dal romanzo omonimo (2019)

## Doppiatori
- Sandro Tuminelli in Tieta do Brasil
- Gianni Bonagura in documentario RAI, A Bahia con Jorge Amado (1978) di Carlo Mazzarella
- Enrico Simonetti in documentario RAI, Tropical City di Livio Zanotti
- Sergio Fiorentini in un documentario